# Azat Valiulin
Azat Nazípovich Valiulin (en ruso: Аза́т Нази́пович Валиу́ллин; Cheliábinsk, 1 de septiembre de 1990) es un jugador de balonmano ruso que juega de lateral izquierdo en el HSV Hamburgo de la Bundesliga. Es internacional con la selección de balonmano de Rusia.
Con la selección disputó el Campeonato Mundial de Balonmano Masculino de 2017 en donde quedaron 12ºs en el ranking final de la competición.

## Clubes
- Lokomotiv Chelyabinsk ( -2015)
- ThSV Eisenach (2015-2016)
- TBV Lemgo (2016-2018)
- TSG Friesenheim (2018-2021)
- HSV Hamburgo (2021- )